# کولیما، کولیما
کولیما (به اسپانیایی: Colima) از شهرهای کشور مکزیک است که در ایالت کولیما قرار دارد و جمعیت آن طبق سرشماری سال ۲۰۱۰ میلادی ۱۳۵٬۴۸۷ نفر بوده است.